# Cleistes carautae
Cleistes carautae là một loài thực vật có hoa trong họ Lan. Loài này được Toscano & Léoni mô tả khoa học đầu tiên năm 1997.